# Xã Glenburn, Quận Lackawanna, Pennsylvania
Xã Glenburn (tiếng Anh: Glenburn Township) là một xã thuộc quận Lackawanna, tiểu bang Pennsylvania, Hoa Kỳ. Năm 2010, dân số của xã này là 1.246 người.